# 保科郷雄

内閣府地方創生推進室より公表された肖像画像

保科 郷雄（ほしな くにお、1950年5月1日 - ）は、宮城県丸森町の町長。現在3期。

## 経歴
丸森町に生まれる。宮城県伊具高等学校卒業。丸森町議を5期務め、2007年には町議会議長となった。
2010年12月の丸森町長選に出馬し、初当選。昭和の合併で誕生した丸森町では6人目の町長である。2期目は2014年12月に、無投票で当選した。
2018年（平成30年）12月11日に告示された丸森町長選では、自由民主党推薦で無投票で3選した。2019年（平成31年）1月14日から3期目が始まった。